# Lorenzo Arrazola García

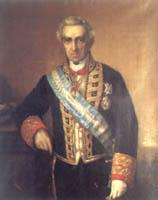
Lorenzo Arrazola y Garcia

Lorenzo Arrazola y Garcia (* 10. August 1797 in Checa, Provinz Guadalajara; † 23. Februar 1873 in Madrid) war ein spanischer Rechtswissenschaftler und Politiker. Er war mehrfacher Minister, Präsident des Obersten Gerichts und 1864 für einige Wochen Regierungspräsident (Presidente del Gobierno).

## Biografie

### Studium und berufliche Laufbahn
Der aus ärmlichen Verhältnissen stammende Arrazola konnte mit Unterstützung eines Onkels, des Amtmanns von Checa, ein Studium der Philosophie und Theologie in einem Priesterseminar absolvieren. Vor Abschluss dieses Studiums begann er dann jedoch ein Studium der Rechtswissenschaften, das er später mit einem Doktor der Rechtswissenschaften beendete. Nach Abschluss des Studiums wurde er an den Lehrstuhl für Rechtswissenschaften, Philosophie und Rhetorik der Universität Valladolid berufen, deren Rektor er später auch wurde. 1835 erfolgte seine Berufung zum Prozessanwalt (Procurador) von Valladolid.
Unter seiner Leitung wurde 1848 die Enciclopedia Española de Derecho y Administración (Spanische Enzyklopädie des Rechts und der Verwaltung) veröffentlicht, die ein wichtiges Standardwerk zum Recht Spaniens dieser Epoche war. Obwohl die Enzyklopädie bis 1870 in zwölf Bänden erschien, umfasste sie am Ende der letzten Ausgabe nur Eintragungen bis zum Buchstaben C. Daneben war Arrazola auch Autor des Buches Prontuario de Filosofía para uso de la juventud (Handbuch der Philosophie für die Jugend).

### Abgeordneter, Minister und Präsident des Obersten Gerichts
Seine politische Laufbahn begann er am 22. September 1837 mit der Wahl zum Abgeordneten des Parlaments (Congreso de los Diputados), wo er zunächst für drei Wahlperioden bis Februar 1841 die Interessen des Wahlkreises von Valladolid vertrat. Vom ersten Moment seiner politischen Tätigkeit fand er seine politische Basis in der Ideologie der Partido Moderado. So war er auch Mitglied des Ateneo von Madrid.
Bereits nach einem Jahr Parlamentsmitgliedschaft wurde Arrazola am 9. Dezember 1838 zum Minister für Gnadengesuche und Justiz (Ministro de Gracia y Justicia) in das Kabinett von Evaristo Pérez de Castro Brito berufen, dem er bis zum 20. Juli 1840 angehörte. Während dieser Zeit war er im Mai sowie in Oktober und November 1839 zeitweise auch amtierender Innenminister (Ministro de Gobernación). Am 3. September 1844 wurde er erneut zum Abgeordneten des Parlaments gewählt und war diesmal für zwei Wahlperioden bis August 1850 Vertreter der Wahlkreise von Valladolid und Zamora. Vom 13. Februar bis zum 16. März 1846 war er als Minister für Gnadengesuche und Justiz wiederum Mitglied des Kabinetts von Manuel Pando Fernández de Pinedo.
In dieser Funktion gehörte er vom 4. Oktober 1847 bis zum 14. Januar 1851 auch dem vierten und fünften Kabinett von Ramón María Narváez an. Seine Amtszeit als Minister wurde lediglich durch das nur siebenundzwanzig Stunden vom 19. bis 20. Oktober 1849 im Amt befindliche Übergangskabinett von Serafín María de Soto unterbrochen. Ein wesentliches Ergebnis seiner Ministertätigkeit war die Verabschiedung des Strafgesetzes von 1848 (Codigo Penal).
Für seine politischen Verdienste wurde er am 23. Dezember 1848 durch Dekret von Königin Isabella II. zum Senator auf Lebenszeit (Senador Vitalicio) ernannt.

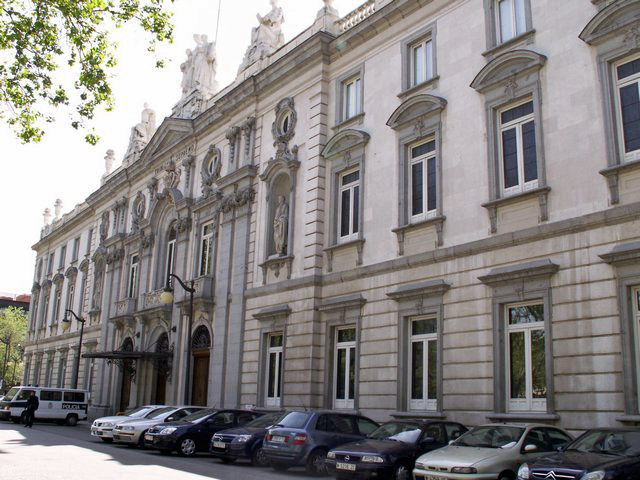
Amtssitz des Obersten Gerichts in Madrid

Nach dem Ausscheiden als Justizminister wurde er 1851 Präsident des Obersten Gerichts (Tribunal Supremo), dem er zunächst bis 1853 vorstand. Von 1856 bis 1864 übte er dieses Amt ein weiteres Mal aus. Dazwischen war er als Generalstaatsanwalt (Procurador General) tätig. Während seiner Amtszeit als Präsident wurden dabei durch ein Königliches Dekret vom 17. Januar 1854 die Aufgaben der Kammer für Spanisch-Ostindien (Sala de Indias) auf die beiden anderen Kammern übertragen. Allerdings wurde diese Entscheidung nach der Revolution von 1868 (La Gloriosa) durch das Provisorische Recht von 1870 zurückgenommen. Andererseits kam es 1863 zu einer umfangreichen Reform des Obersten Gerichts: Die Reform der zivilrechtlichen Kassatorischen Entscheidungen, die Einführung von strafrechtlichen Kassationsgerichten sowie insbesondere die Reorganisation des Obersten Gerichts mit einem Präsidenten, fünf Vizepräsidenten, die den nunmehr fünf Kammern für zivil- und strafrechtliche Entscheidungen vorstanden, sowie 31 Richtern. Diese Aufteilung besteht auch heute noch weitgehend.

### Regierungspräsident und letzte Lebensjahre
Nachdem er sich mehr als zehn Jahre politisch im Hintergrund gehalten hatte, wurde er am 17. Januar 1864 selbst zum Regierungspräsidenten Spaniens (Presidente del Gobierno) ernannt und übernahm zugleich auch das Amt des Außenministers (Ministro de Estado). Seine Amtszeit dauerte jedoch nur bis zu seiner Ablösung durch Alejandro Mon Menéndez am 1. März 1864.
Nach der Ablösung von Mon Menéndez am 16. September 1864 wurde er dann vom Nachfolger Narváez erneut zum Minister für Gnadengesuche und Justiz in dessen sechstes Kabinett berufen, dem er bis zum 21. Juni 1865 angehörte. In dieser Zeit war er auch für einige Tage im September 1864 amtierender Kolonialminister (Ministro de Ultramar) sowie im April bis Mai sowie im Juni 1865 amtierender Außenminister.
Am 10. Juli 1866 berief ihn Narváez erneut zum Minister für Gnadengesuche und Justiz in sein siebtes Kabinett. Am 27. Juni 1867 wurde er dann im Rahmen einer Regierungsumbildung zum Außenminister ernannt und behielt dieses Amt bis zum Ende von Narváez Amtszeit am 23. April 1868.

### Ehrenämter und Auszeichnungen
Am 21. Mai 1832 wurde er zum Mitglied der Königlichen Akademie der Schönen Künste von San Fernando (Real Academia de la Purísima Concepción de Valladolid) ernannt.
Am 29. September 1857 war er einer der 36 Gründungsmitglieder der Real Academia de Ciencias Morales y Políticas und nahm dort bis zum 18. Januar 1870 den Sessel 2 ein. Zwischen dem 20. Februar 1866 und dem 18. November 1868 war er außerdem auch Präsident der Akademie.
Für sein politisches und wissenschaftliches Wirken wurde er unter anderem 1868 mit dem Orden vom Goldenen Vlies (Orden del Toisón de Oro) ausgezeichnet.